# Rolling Hills (Kentucky)
Rolling Hills é uma cidade localizada no estado americano de Kentucky, no Condado de Jefferson.

## Demografia
Segundo o censo americano de 2000, a sua população era de 907 habitantes.
Em 2006, foi estimada uma população de 928, um aumento de 21 (2.3%).

## Geografia
De acordo com o United States Census Bureau tem uma área de
0,5 km², dos quais 0,5 km² cobertos por terra e 0,0 km² cobertos por água.

## Localidades na vizinhança
O diagrama seguinte representa as localidades num raio de 4 km ao redor de Rolling Hills.